# Bobby Schagen
Bobby Schagen (Amsterdam, Nizozemska, 13. siječnja 1990.) je nizozemski rukometaš i nacionalni reprezentativac koji igra na poziciji desnog krila.

## Karijera
Bobby je rukomet počeo igrati u lokalnom Aristosu u dobi od četiri godine. Već kao šesnaestogodišnjak osvojio je nizozemsko prvenstvo i kup u dresu Volendama. Stepenicu iznad u svojoj karijeri napravio je 2009. kada je potpisao za njemački TSV Dormagen. Nakon jedne sezone prelazi u Nordhorn-Lingen u kojem je tijekom pet godina bio među najboljim strijelcima druge lige (najbolji u sezoni 2012./13.). Svoj san da ponovo igra u Bundesligi ostvario je u ljeto 2015. potpisom za TuS N-Lübbecke. Time je klub ujedno popunio prazninu na poziciji desnog krila jer je Richard Wöss odlučio napustiti klub.
U novom klubu Schagen je proveo svega jednu sezonu da bi nakon nje prešao u TVB Stuttgart, opet kao zamjena na poziciji desnog krila (ovaj put umjesto Michaela Spatza). Poslije tri sezone, Schagen potpisuje za TBV Lemgo čiji je i danas član. U klubu ga trenira Florian Kehrmann koji je kao aktivni rukometaš igrao na Schagenovoj poziciji te mu je uzor.
Bobby je za Nizozemsku debitirao 2009. te je još uvijek član nacionalne selekcije.

## Vanjske poveznice
- Profil rukometaša na službenim web stranicama EHF-a  Arhivirana inačica izvorne stranice od 10. siječnja 2020. (Wayback Machine)